# Absalón Argañarás
Absalón Argañarás (Santiago del Estero, 12 de agosto de 1903 - Santiago del Estero,  21 de agosto de 1980) fue un pintor autodidacta argentino.

## Biografía
Fue hijo de Melitona Ibarra ―nieta del caudillo federal Juan Felipe Ibarra (1787-1851)― y de Roque Argañarás.
Sus condiciones para el dibujo lo llevan en principio a dedicarse a la caricatura, captando con aciertos los rasgos físicos de amigos, políticos y personalidades del medio, obteniendo elogiosos comentarios a nivel nacional en esta actividad artística. La pintura es su pasión y hacia ella incursiona solo. Bucea en el mundo misterioso del color, para lo cual roba horas de descanso que su actividad de empleado del correo le deja.
El paisaje, el retrato y las costumbres de los paisanos de su tierra constituyen sus motivos. Los pinta con propósito de fidelidad representativa, pero animado de una voluntad de composición y de armonía colorística.
La escultura, arte al que incursiona guiado por Rafael y Roberto Delgado, experiencia que le servirá para ejercer la cátedra como profesor en la academias de bellas artes Juan Yaparí desde 1960 hasta su desaparición física, le permitió plasmar con igual intensidad que en la pintura las características intrínsecas de los santiagueños.
Durante su amplia trayectoria artística realizó muestras individuales y colectivas, y participó en numerosos certámenes efectuados en Buenos Aires. Córdoba, Tucumán, Santa Fe, Catamarca y Santiago del Estero.
Párrafo fundamental de su biografía, es el enorme cariño que sentía por las expresiones que sabía tan hábilmente captar. Desde su inicio como caricaturista que a través de su trazo ágil desfilaban risueñamente en sus obras amigos, artistas y políticos de la época. Porque, entre sus méritos ostente haberse formado de modo autodidacta en una etapa en que el medio provincial no ofrecía la posibilidad de estudios sistemáticos ni estímulos para el quehacer artístico. Así fue trabajando solo en su propia depuración hasta constituir un estilo que marcó el sello de su personalidad artística en la pintura.
Sus telas muestran con fuerza y carácter a sus personajes masculinos, la dulce ternura de las mujeres, el encanto, y candor de los niños. Pero es el paisaje nativo el que centra su interés expresivo. De sus obras emergen los árboles típicos de la provincia, bañados por el fuerte sol del verano o atenuados por el otoño.
Su técnica lo llevó a ser un diestro maestro en el equilibrio de los colores con los que iba elaborando la réplica artística que usurpaba a los paisajes, y fue contagiando a sus discípulos los artificios y secretos de la magia de la pintura.
En Santiago del Estero, sus obras figuran en el Museo de Bellas Artes, la Casa de Gobierno, el Concejo Deliberante, el Banco de la Provincia, y colecciones privadas. También se encuentran algunas obras en otras provincias argentinas, así como también de la ciudad de Buenos Aires.
Delegaciones artísticas de Estados Unidos, Polonia, Italia, y Francia cuentan con obras adquiridas a este pintor santiagueño.

### Premios y reconocimientos
Su carrera seria y continuada fue reconocida otorgándosele distinciones e importantes premios:
- 1939: Premio mención del Salón Correos y Telégrafos, ciudad de Buenos Aires.
- 1940: 4.º Premio Salón Artistas Independientes de Tucumán.
- 1941: 2.º Premio Salón Municipal de Arte de Santiago del Estero.
- 1943: 1.er Premio Gobernador de Santiago del Estero, Salón de Artes Plásticas Tucumán.
- 1943: 2.º Premio Salón Sudamericano de la Asociación de Correos y Telégrafos.
- 1948: 1.er premio Adquisición VIII Salón de la ciudad de Ceres (provincia de Santa Fe).
- 1950: 1.er premio Adquisición Paisaje Santiago del Estero.
- 1953: 1.er premio IV Centenario Fundación de Santiago del Estero, por su óleo Retrato de Francisco de Aguirre, ubicado en el Salón de Audiencias de la Casa de Gobierno de la ciudad de Santiago del Estero).[2]
- 1960: 1.er Premio Adquisición XX Salón de la ciudad de Ceres (provincia de Santa Fe).
- 1960: 2.º premio Salón Semana de la Tradición del Norte de Córdoba, ciudad de Jesús María (provincia de Córdoba).
- 1968: 2.º Premio Adquisición Ministerio de Gobierno 1.er Salón de Arte Ramón Gómez Cornet, en la ciudad de Santiago del Estero.
- 1970: Premio Martín Fierro, de la Escuela Superior José Hernández, en la ciudad de Santiago del Estero.[3]

Homenajes post mortem
- 1985: Por Ordenanza del H. Consejo Deliberante de la Municipalidad de Santiago del Estero, se designa a la Casa de la Cultura con el nombre de Absalón Argañaraz (escrito sin tilde y con zeta), que se encontraba ubicada en calle Independencia al 200. El inmueble fue demolido.
- 1992: Por ordenanza municipal se denomina como Absalón Argañarás a la sala de exposiciones en el Centro Cultural Ricardo Rojas (en calles Libertad y Pringles) siendo también distinguido en esa oportunidad como Ciudadano Ilustre de la Ciudad.
- 2003: Se encuentra en comisión para resolución del Honorable Concejo Deliberante el proyecto de nominar «Absalón Argañarás» al Parque Norte (en avenida Belgrano y Ameghino); el proyecto pertenece a la concejala Ana Serrano.[3]

### Fallecimiento
Absalón Argañarás contrajo matrimonio con Alejandra Tazar, con la que tuvo tres hijos: Marcelo Augusto, Hugo Absalón y María Cecilia.
Falleció el 21 de agosto de 1980 a los 77 años, en su ciudad natal.